# دهه ۱۷۵۰ (میلادی)

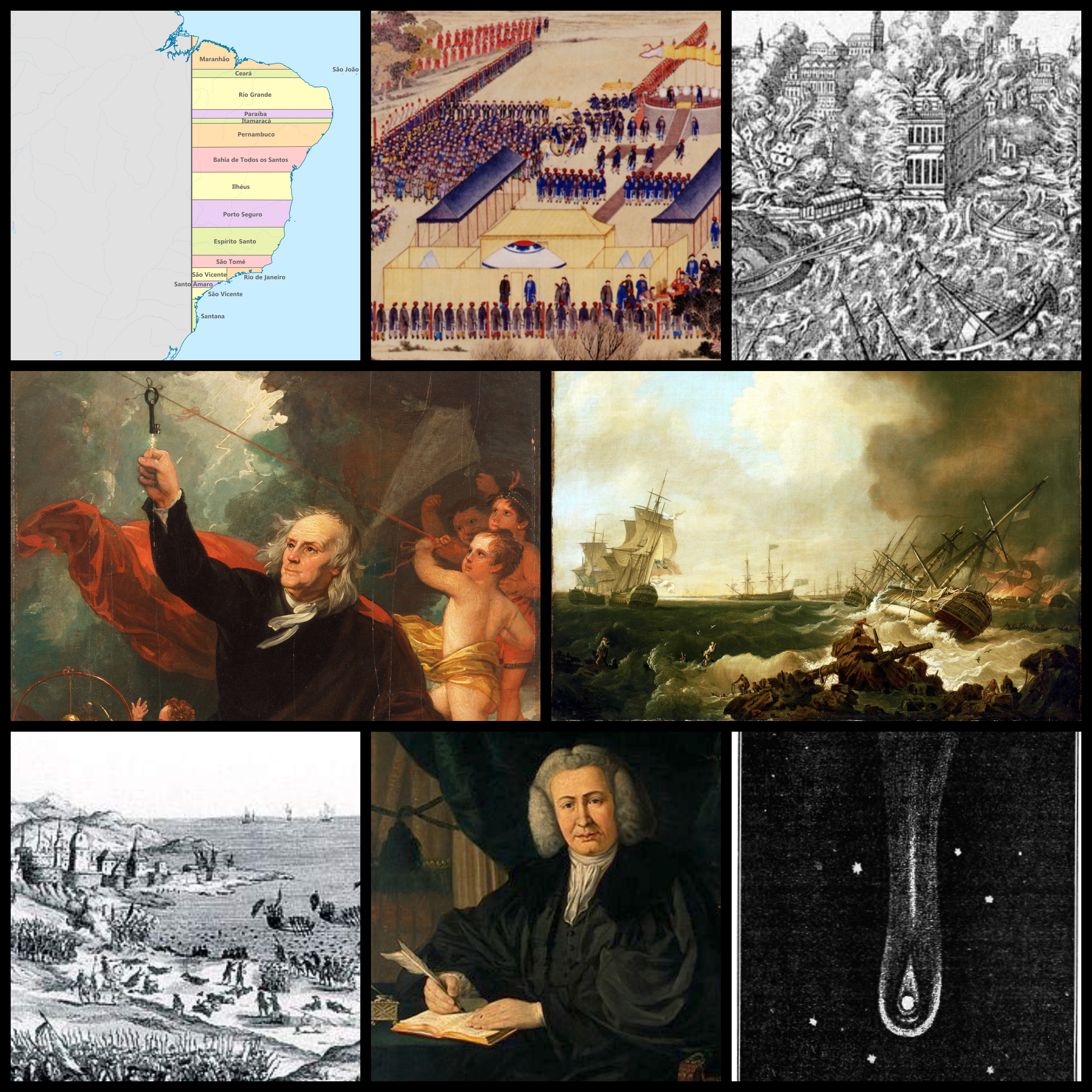

دهه ۱۷۵۰ (میلادی) صد و هفتاد و پنجمین دهه تقویم میلادی است.

## رویدادها
- کشف گاز دی‌اکسید کربن توسط جوزف بلک

## درگذشتگان
‎